# Pierre Reverdy
Pour les articles homonymes, voir Reverdy.
Œuvres principales
- Les Ardoises du toit (1918)
- Sources du vent (1929)
- La Liberté des mers (1947-1955)
- Sable mouvant (1959)

Pierre Reverdy, né le 11 septembre 1889 (13 septembre 1889 selon l'état civil) à Narbonne et mort le 17 juin 1960 à Solesmes, est un poète français. 
Associé au cubisme et aux débuts du surréalisme, il eut une influence notable sur la poésie moderne de langue française.

## Biographie

### Jeunesse
Déclaré « né de père et de mère inconnus » à l'état-civil de Narbonne, Pierre Reverdy doit attendre sa vingt-deuxième année pour être reconnu par sa mère. L'année de sa naissance, sa mère est mariée mais son époux vit en Argentine. Ce n'est qu'en 1897 qu'elle peut se remarier avec le père de Reverdy, viticulteur dans la Montagne noire. Pierre Reverdy vient d'une famille de sculpteurs, de tailleurs de pierre d'église. Toute sa vie en est marquée par un sentiment de religiosité profonde. Il poursuit ses études à Toulouse et à Narbonne.

### Paris
Il arrive à Paris en octobre 1910. À Montmartre, au célèbre Bateau-Lavoir, il rencontre ses premiers amis : Guillaume Apollinaire, Max Jacob, Louis Aragon, André Breton, Philippe Soupault et Tristan Tzara.
Pendant seize ans, il vit pour créer des livres. Ses compagnons sont Pablo Picasso, Georges Braque, Henri Matisse. Toutes ces années sont liées de près ou de loin à l'essor du surréalisme, dont il est l'un des inspirateurs. Sa conception de l'image poétique a, en particulier, une grande influence sur le jeune André Breton et sa théorisation du mouvement surréaliste.
Pierre Reverdy est, avec Apollinaire, celui qui accueille les surréalistes à leur arrivée à Paris pendant la guerre. Aragon raconte : « Il était, quand nous avions vingt ans, Soupault, Breton, Eluard et moi, toute la pureté pour nous du monde. Notre immédiat aîné, le poète exemplaire. »

Pendant la guerre, il vit dans une assez grande pauvreté, accentuée par le froid et le manque de charbon. Louis Aragon se rappelle : 

« Je le revois rue Cortot dans ce temps de misère et de violence, un hiver qu'il régnait chez lui un froid terrible, sa femme malade, et dans le logement au-dessus ce diable d'Utrillo qui faisait du boucan, c'était à tuer. Il y avait dans les yeux noirs de Reverdy un feu de colère comme je n'en avais jamais vu nulle part, peut-être les sarments brûlés au milieu des vignes à la nuit. Je me rappelle ce jour où il lui avait fallu vendre à un de ces hommes riches qui aiment tant l'art un petit Braque qui n'était pas seulement pour lui un tableau, et comme à la dernière minute de se dépouiller, il avait farouchement saisi la toile et l'avait baisée de ses lèvres, à la stupéfaction de l'amateur éclairé. »

#### La revueNord-Sud
Le 15 mars 1917 paraît le premier numéro de sa revue Nord-Sud, à laquelle collaborent les poètes du dadaïsme puis du surréalisme. Le titre de la revue lui est venu du nom de la compagnie de métro, qui a ouvert en 1910 la ligne reliant Montmartre à Montparnasse. Il signifie ainsi sa volonté de « réunir ces deux foyers de la création ». Pierre Reverdy conçoit ce projet à la fin de 1916, alors que la vie artistique est toujours anesthésiée par la Grande Guerre, pour montrer les parallélismes entre les théories poétiques de Guillaume Apollinaire, de Max Jacob et de lui-même, marquant ainsi le début d'une époque nouvelle pour la poésie et la réflexion artistique. Reverdy y expose ses théories littéraires, ainsi que de nombreuses réflexions sur le cubisme, notamment sur ses amis Pablo Picasso et Georges Braque. Joan Miró représente la revue dans un tableau qui porte son nom, Nord-Sud (1916-1917), en hommage au poète et aux artistes qu'il admire.
Dans les 14 fascicules — qui s'échelonnent de mars 1917 à la fin de 1918 — viendront se poser les noms d'André Breton, de Philippe Soupault, de Louis Aragon, ou encore de Tristan Tzara, alors leaders du mouvement dada. Ces derniers publiaient dans le même temps à la revue SIC mais, selon Adrienne Monnier : « C'est dans Nord-Sud que débutèrent sérieusement André Breton, Louis Aragon et Philippe Soupault (dans SIC, ce n'était pas très sérieux). »
De 1921 à 1925, il est l'amant de Coco Chanel à qui il dédicace de nombreux poèmes. Bien qu'il fasse montre d'un total désintéressement, elle l'entretient et lui assure un revenu régulier en le faisant nommer directeur d'une usine de tricots. Mais les mondanités parisiennes étouffent ce solitaire.

### Solesmes
En 1926, à l'âge de 37 ans, annonçant que « libre penseur, [il] choisit librement Dieu », il se retire dans une réclusion méditative près de l'abbaye bénédictine de Solesmes où il demeure jusqu'à sa mort, à 70 ans en 1960. Là sont nés ses plus beaux recueils, tels Sources du vent, Ferraille ou Le Chant des morts.
Dans la dernière année de sa vie, il écrit Sable mouvant, testament poétique dans lequel il dépouille ses vers et où la voix reste en suspens (son dernier vers ne comporte pas de point final). Il veut qu'il ne demeure de lui qu'un portrait symbolique, dépouillé des détails de l'existence, et ramené à l'essentiel.
Il est inhumé dans le cimetière communal de Solesmes.

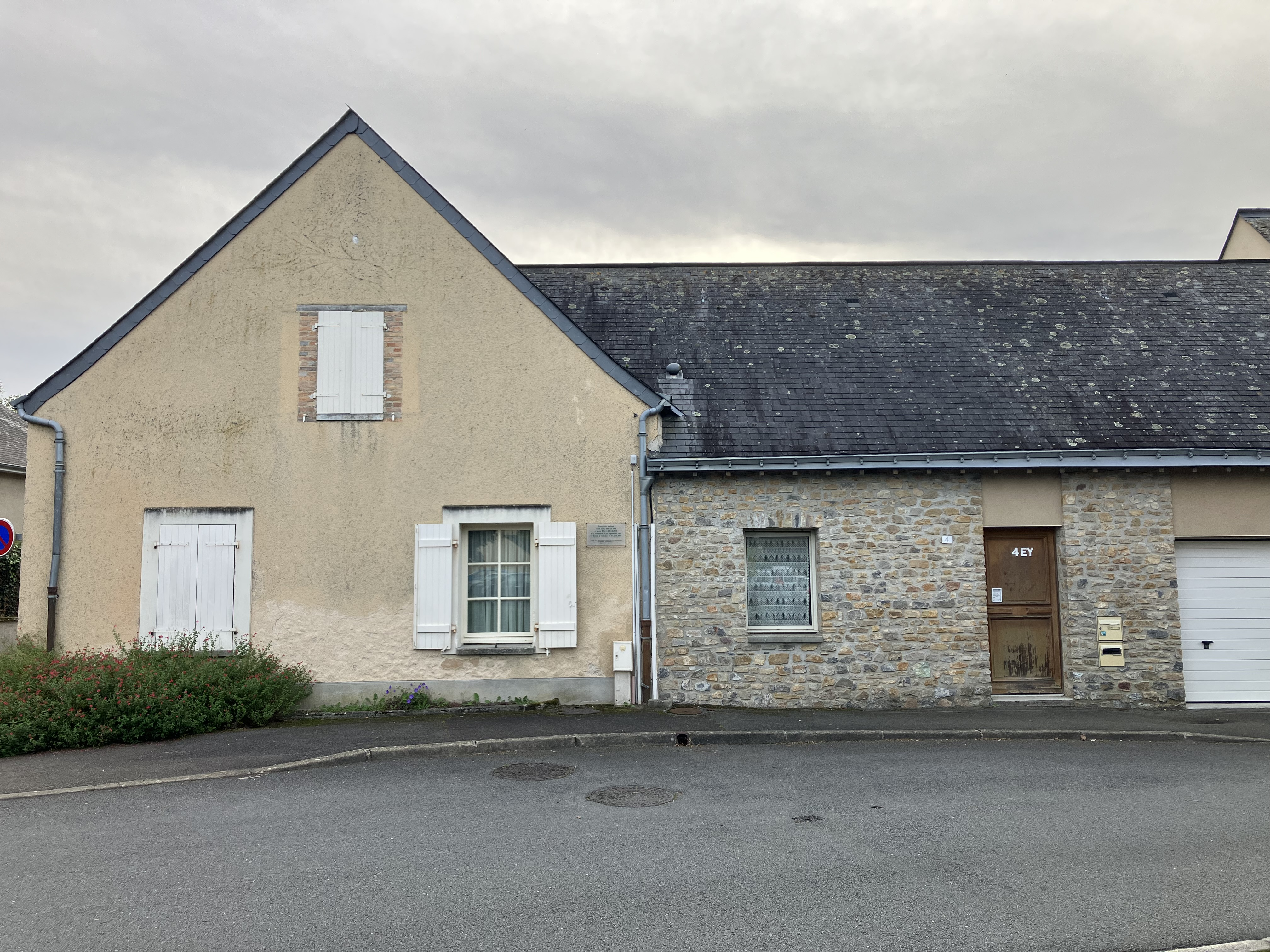
Maison de Pierre Reverdy à Solesmes, 1 rue du Rôle, devenue  maison Sainte-Odile rattachée à la maison de retraite.
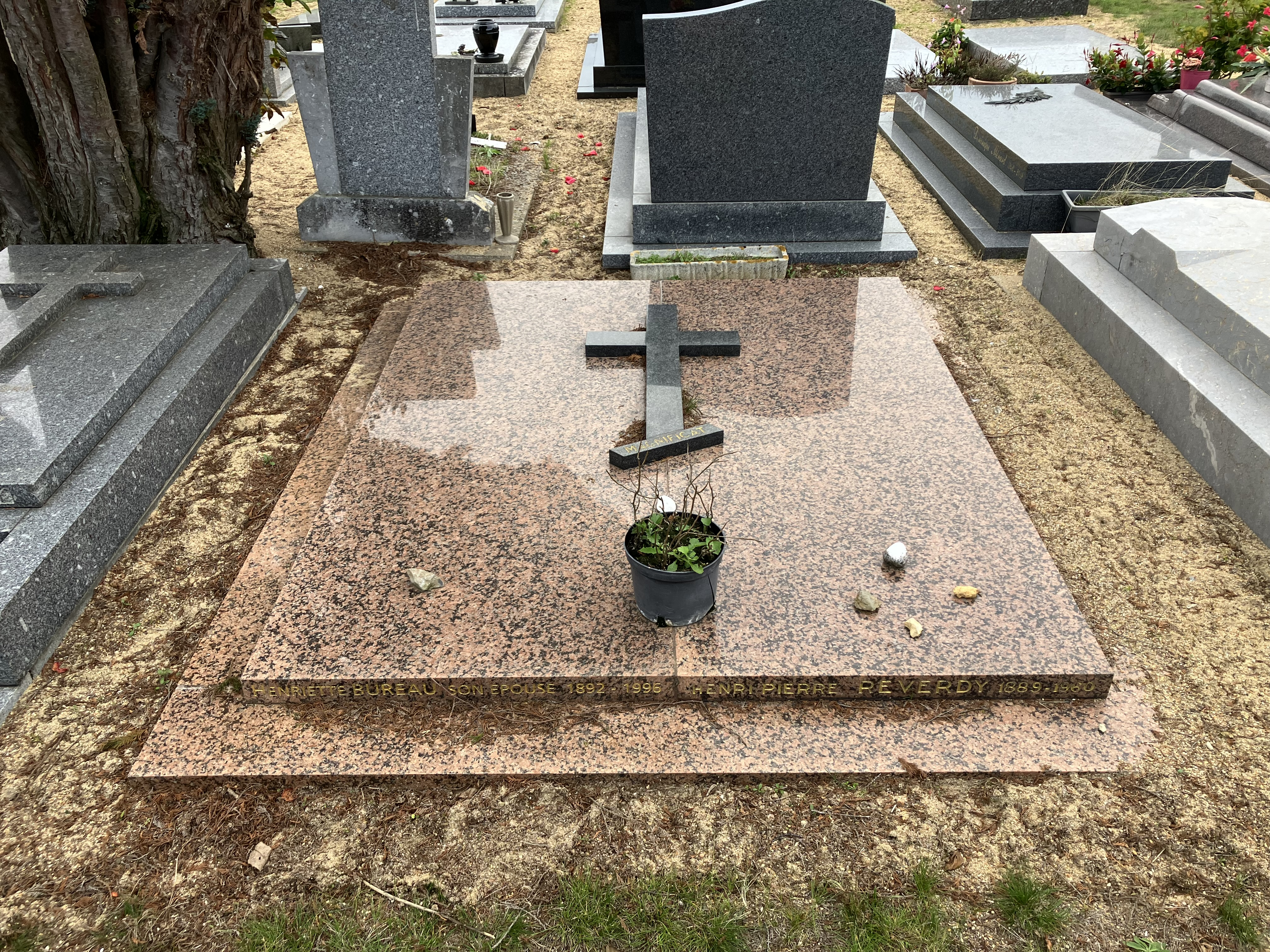
Tombe de Pierre Reverdy.
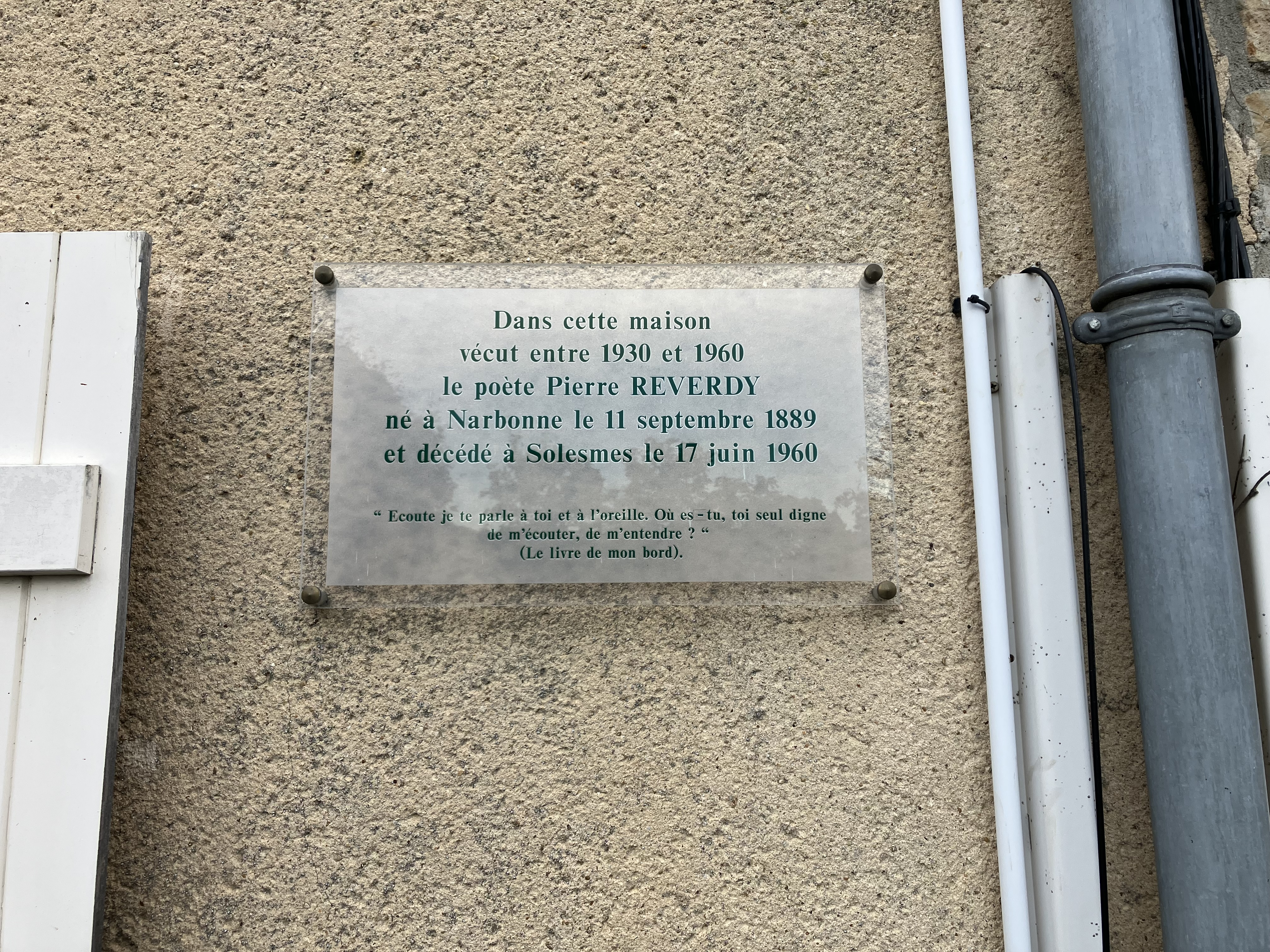
Plaque installée sur sa maison en 2010.

## Style et conception de la poésie
Le style de Pierre Reverdy participe du renouveau de l'écriture poétique au début du XXe siècle. Si c’est d’abord pour ses réflexions sur le cubisme qu’il est connu, il a davantage réfléchi « aux rapports entre le réel et le poème d'une part, entre le temps et le sujet d'autre part ». Fervent admirateur de Mallarmé et de son fameux « coup de dés », Pierre Reverdy emprunte à Mallarmé sa forme dentelée avec un retour systématique à la ligne sur des vers en biseaux. Procédant du papier collé, forme empruntée au cubisme auquel il veut très tôt joindre la forme écrite, il cherche par ce moyen à aller au cœur des choses plutôt qu'à leur surface. Le poème est ainsi plus une évocation de leur réalité consubstantielle par le biais de ce que les images suggèrent qu'une description ou une narration textuelle. L'emploi de la comparaison et de la métaphore y est primordial. Comme le dit lui-même le poète, en conformité avec la conception du « stupéfiant image » et de l'analogie par André Breton, il s'agit de rapprocher deux mots au sens éloigné l'un de l'autre pour faire apparaître des liens secrets entre les choses, créer « des rapports inouïs », une sorte de choc visuel sur la page et intellectuel du même coup, ce qui permet de créer ce que Reverdy nomme « le choc poésie ». Picasso dit ainsi que Reverdy écrit à ses yeux comme un peintre. Il n'abandonne jamais cet idéal d'écriture choisi à l'époque cubiste et ce parti pris a eu une influence décisive sur tous les grands poètes qui le suivent, au premier chef ceux du surréalisme.

Selon Étienne-Alain Hubert, Reverdy élève « la poésie à l'altitude où elle se fait une composante mystérieuse et irremplaçable de la condition humaine. » La poésie étant pour lui « tout l'être tendu », il s'agit moins d'écrire avec de l'encre qu'avec son sang ; néanmoins, Reverdy s'est toujours opposé à la « littérature engagée » ou à la « poésie de circonstance », formulation en vogue dans les années 1945-1946 qu'il retourne en « Circonstances de la poésie » - titre d'un essai de 1946 dans lequel il réfute non sans ironie les tenants du militantisme : « Que le poète aille à la barricade, c'est bien [...] mais il ne peut aller à la barricade et chanter la barricade en même temps. Il faut qu'il la chante avant ou après. » Au-delà, le maître-mot de sa conception de la poésie est « émotion », la poésie n'étant ni dans les choses, ni dans les mots, n'étant même « nulle part », mais c'est l'homme qui la fait advenir, la trouve en lui, dans son rapport aux choses, au monde, par l'intermédiaire des mots : 

« Il n'y a pas de mots plus poétiques que d'autres. Car la poésie n’est pas plus dans les mots que dans le coucher du soleil ou l’épanouissement splendide de l’aurore — pas plus dans la tristesse que dans la joie. Elle est dans ce que deviennent les mots atteignant l’âme humaine, quand ils ont transformé le coucher du soleil ou l’aurore, la tristesse ou la joie. Elle est dans cette transmutation opérée sur les choses par la vertu des mots et les réactions qu’ils ont les uns sur les autres dans leurs arrangements — se répercutant dans l’esprit et sur la sensibilité. »

## Reconnaissance posthume

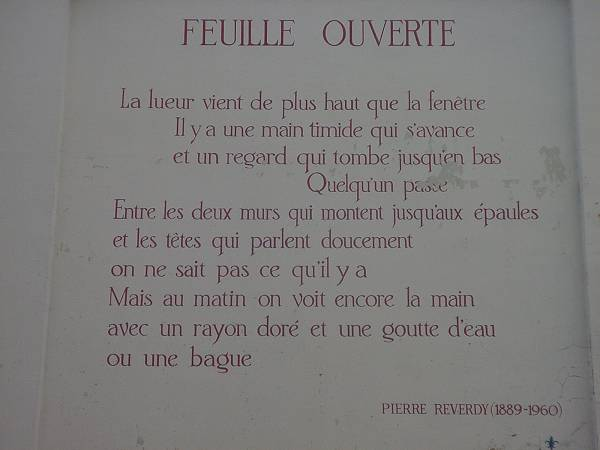
Feuille ouverte (poème mural à Leyde, Pays-Bas).

Dans son article consacré à la mort de Reverdy, Louis Aragon écrit également : « Sa grandeur, qu'y ajouterais-je à la comparer aux morts et aux vivants ? Il nous reste Saint-John Perse et Marie Noël, il y avait Apollinaire, il y eut Eluard. »
De nombreux poètes rendent hommage à Pierre Reverdy, en lui consacrant des articles ou en lui dédiant des poèmes, dont André du Bouchet, Jacques Dupin, Edmond Jabès, Ricardo Paseyro, Pablo Neruda, Kateb Yacine. René Char a dit de lui que c'était « un poète sans fouet ni miroir ».
François Chapon, président du Comité Reverdy et ami du poète de 1955 à sa mort, relate qu'il menait « une vie sévère », dans la réclusion et la pauvreté, avec la plus grande indifférence et intransigeance vis-à-vis de toute publicité ou notoriété : « La pureté de son comportement répondait à la pureté de ses poèmes. [Il n'était] complice d’aucun faux-semblant, d’aucune convention : une liberté immédiate, spontanée, merveilleuse. [...] Jamais il ne parlait de son œuvre. J’ai rencontré beaucoup d’écrivains. Je n’en ai vu aucun qui ait aussi peu le souci de ses manuscrits et de sa postérité. »
Le 11 juin 2010, à l'occasion des cinquante ans de la disparition du poète, une table ronde animée par Emmanuel Vaslin réunit, à la bibliothèque municipale homonyme de Sablé-sur-Sarthe, Antoine Emaz, président de la commission Poésie au Centre national du livre et auteur d'une thèse sur les notes de Pierre Reverdy, Claude Cailleau, auteur d'une biographie du poète ainsi que Jean Riouffreyt, historien.
Le travail de l'auteur inspire fréquemment la chanteuse Mylène Farmer.

## Œuvres
- Poèmes en prose, Paris, Imprimerie Birault, 1915.
- La Lucarne ovale, Paris, Imprimerie Birault, 1916.
- Quelques poèmes, Paris, Imprimerie Birault, 1916.
- Le Voleur de Talan, roman, Avignon, Imprimerie Rullière, 1917.
- Les Ardoises du toit, avec deux dessins de Georges Braque, Paris, Pierre Reverdy, 1918.
- Les Jockeys camouflés et période hors-texte, avec cinq dessins d'Henri Matisse, Imprimerie F. Bernouard, 1918. Édition désavouée par le poète et par l'illustrateur. La "seule approuvée", avec l'achevé d'imprimer du 30 décembre 1918, fut tirée chez Birault.
- La Guitare endormie, avec quatre dessins de Juan Gris, Paris, Imprimerie Birault, 1919.
- Self defence, essai critique, Paris, Imprimerie Birault, 1919.
- Étoiles peintes, avec une eau-forte d'André Derain, Paris, Le Sagittaire, 1921.
- Cœur de chêne, avec huit gravures sur bois par Manolo, Paris, Éditions de la Galerie Simon, 1921.
- Cravates de chanvre, avec trois eaux-fortes de Pablo Picasso, Paris, Éditions Nord-Sud, 1922.
- Pablo Picasso et son œuvre, in Pablo Picasso, avec vingt-six reproductions de peintures et dessins, Paris, Gallimard, 1924.
- Les Épaves du ciel, Paris, Gallimard, 1924.
- Écumes de la mer, avec un portrait de l'auteur par Picasso, Paris, Gallimard, 1925.
- Grande nature, Paris, Les Cahiers libres, 1925.
- La Peau de l'homme, roman, Paris, Gallimard, 1926.
- Le Gant de crin, Paris, Plon, 1927.
- La Balle au bond, avec un portrait de l'auteur par Amedeo Modigliani, Marseille, Les Cahiers du Sud, 1928.
- En vrac, Monaco, Éditions du Rocher, 1929.
- Sources du vent, avec un portrait de l'auteur par Picasso, Paris, Maurice Sachs éditeur, 1929 ; rééd. avec des dessins de Roger Brielle, Genève/Paris, Éd. des Trois collines, coll. « Le point d'or », 1946.
- Flaques de verre, Paris, Gallimard, 1929.
- Pierres blanches, avec un portrait de l'auteur et un frontispice de Marc Chagall, Carcassonne, Éditions d'art Jordy, 1930.
- Risques et périls, recueil des contes écrits entre 1915 et 1928, Paris, Gallimard, 1930.
- Ferraille, Bruxelles, les Cahiers du Journal des poètes, 1937.
- Préface à Déluges, de Georges Herment, Paris, José Corti, 1937.
- Plein verre, Nice, Éditions des Îles de Lérins, 1940.
- Plupart du temps, recueil des livres Poèmes en prose, Quelques poèmes, La Lucarne ovale, Les Ardoises du toit, Les Jockeys camouflés, La Guitare endormie, Étoiles peintes, Cœur de chêne et Cravates de chanvre, sans les illustrations, Paris, Gallimard, 1945; réédition en 1969 dans la collection « Poésie ».
- Préface à Souspente, d'Antoine Tudal, Paris, Éditions R. J. Godet, 1945.
- Visages, avec quatorze lithographies d'Henri Matisse, Paris, Le Chêne, 1946.
- Le Chant des morts, avec cent vingt-cinq lithographies de Pablo Picasso, Tériade éditeur, 1948 ; rééd. avec une préface de François Chapon, Paris, Éditions Gallimard, coll. « Poésie », no 519, 2016 (reproduction de l'édition originale).
- Le Livre de mon bord, recueils de notes écrites entre 1930 et 1936, Paris, Mercure de France, 1948.
- « Tombeau vivant » dans Tombeau de Jean-Sébastien Galanis, disparu en mer pour la France, album composé et illustré par son père Dimitri Galanis, avec une pointe-sèche de Jean-Gabriel Daragnès], textes de Paul Valéry, Jean Cocteau, Max Jacob, André Malraux, Marcel Arland, imprimé par Daragnès, Paris, 1949.
- Main d'œuvre, recueil des livres Grande nature, La Balle au bond, Sources du vent, Pierres blanches, Ferraille, Plein verre, Le Chant des morts, plus les inédits Cale sèche et Bois vert, Paris, Mercure de France, 1949 ; rééd. avec une préface de François Chapon, Paris, Éditions Gallimard, coll. « Poésie », no 342, 2000.
- Une aventure méthodique, avec douze lithographies en couleurs et vingt-six en noir et blanc de Georges Braque, Paris, Mourlot, 1950.
- Cercle doré, chanson, avec une lithographie de Georges Braque, Paris, Mourlot, 1953.
- Cette émotion appelée poésie, Paris, Mercure de France, no 1044, 1950.
- Au soleil du plafond, avec onze lithographies de Juan Gris, Paris, Tériade éditeur, 1955.
- La Liberté des mers, illustré par Georges Braque, contient notamment Faux site, Paris, Maeght éditeur, 1959.
- À René Char, poème épistolaire tiré à 4 exemplaires avec un dessin de Georges Braque, Alès, PAB (Pierre-André Benoît), 1962.
- Sable mouvant, avec dix aquatintes de Picasso, Paris, L. Broder éditeur, 1966.
- La revue Nord-Sud, 16 numéros du 15 mars 1917 au 15 octobre 1918, a été réimprimée en 1980 par l'éditeur Jean-Michel Place[25].
- Anthologie, édition établie par Claude-Michel Cluny et présentée par Gil Jouanard, Paris, La Différence, coll. « Orphée », 1989.

### Ouvrages critiques

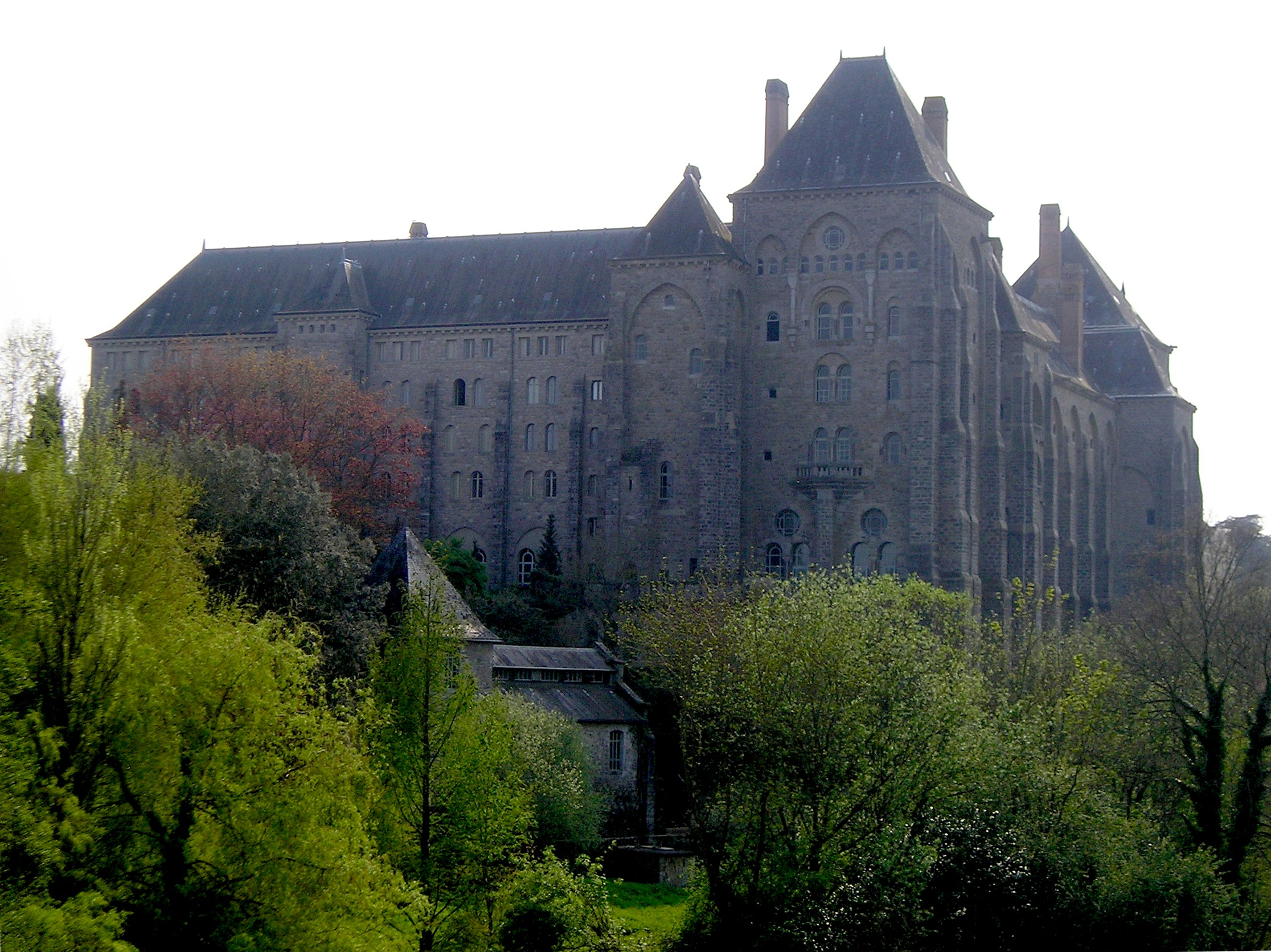
L'abbaye Saint-Pierre de Solesmes.

- André du Bouchet, Envergure de Pierre Reverdy, Paris, Le Bruit du Temps, 2011.
- Claude Cailleau, Dans les pas de Pierre Reverdy, Paris, Éditions du Petit Pavé, 2006.
- Michel Collot, Horizon de Reverdy, Paris, Presses de l’École Normale Supérieure, 1981.
- Jacques Dupin, Miró, Paris, Flammarion, 1993 (1re éd. 1961), 479 p. (ISBN 2-08-011744-0).
- Odysseas Elytis, Pierre Reverdy entre la Grèce et Solesmes, Paris, 1998.
- Mortimer Guiney, La Poésie de Pierre Reverdy, Genève, Georg, 1966.
- Étienne-Alain Hubert, Introduction et notes aux œuvres complètes de Pierre Reverdy, Paris, Flammarion, coll. « Mille et une pages », 2010. .
- Ouvrage groupé, sous la direction de Yvan Leclerc, Lire Reverdy, Lyon, Presses Universitaires de Lyon, 1990.
- Benoît Monginot, Poétique de la contingence. Poétique, critique et théorie à partir de Mallarmé, Valéry et Reverdy, Honoré Champion, 2015  (ISBN 9782745328090).
- Jean-Baptiste Para, Pierre Reverdy, Paris, Culturesfrance, 2007.
- Gaëtan Picon, Poétique et poésie de Pierre Reverdy. L'usage de la lecture, Paris, Mercure de France, 1960.
- Jean Rousselot et Michel Manoll, Pierre Reverdy, Paris, Seghers, coll. « Poètes d'aujourd'hui », 1970.
- Ouvrage collectif, Pierre Reverdy, 1889-1960, Paris, Mercure de France, 1962. .

### Ouvrages collectifs
- Le Centenaire de Pierre Reverdy (1889-1960), actes du colloque d’Angers, Sablé-Sur-Sarthe et Solesmes, du 14 au 16 septembre 1989, textes réunis par Yvan Leclerc et Georges Cesbron, Presses de l’Université d’Angers, 1990.
- Entretiens sur les lettres et les arts, numéro spécial Hommage à Pierre Reverdy, publié sous la direction de Luc Decaunes, Rodez, 1961.
- Reverdy aujourd’hui, actes du colloque du 22 au 24 juin 1989, textes recueillis et présentés par Michel Collot et Jean-Claude Mathieu, suivis de notes de Pierre Reverdy transcrites et présentées par François Chapon et Étienne-Alain Hubert, Presses de l’École Normale Supérieure, 1991.
- Vingt-trois poètes et Reverdy vivants, textes réunis et présentés par Antoine Emaz, supplément Triages, Tarabuste éditions, 2007.
- Pierre Reverdy (1889-1960), Mercure de France, 1962, recueil d'essais de Guillaume Apollinaire, Blaise Cendrars, Max Jacob, Louis Aragon, André Malraux, René Char parmi d'autres.

### Articles et chapitres de livres
- Jacques Audet, « ‘‘L’acier des minutes’’ : le temps dans un poème de Pierre Reverdy », Études françaises, vol. 33, no 2,‎ automne 1997, p. 91-109 (lire en ligne)
- Philippe Geinoz, « Pierre Reverdy et la statique du poème », Poétique, vol. 151, no 3,‎ 2007, p. 349-361 (lire en ligne)
- Jean-François Puff, « Le travail du sujet dans la poésie de Pierre Reverdy », Littérature, vol. 183, no 3,‎ 2016, p. 40-50 (lire en ligne)